# バッシアーノ
バッシアーノ（伊: Bassiano）は、イタリア共和国ラツィオ州ラティーナ県にある、人口約1,400人の基礎自治体（コムーネ）。

## 地理

### 位置・広がり

#### 隣接コムーネ
隣接するコムーネは以下の通り。括弧内のRMはローマ県所属を示す。
- カルピネート・ロマーノ (RM)
- ノルマ
- セルモネータ
- セッツェ

### 気候分類・地震分類
バッシアーノにおけるイタリアの気候分類 (it) および度日は、zona E, 2108 GGである。
また、イタリアの地震リスク階級 (it) では、zona 3A (sismicità bassa) に分類される。